# Plage de Gros Raisin
La plage de Gros Raisin est une plage de deux anses situées sur la commune de Sainte-Luce en Martinique.
Les deux anses sont séparées par une pointe qui sert de parking et où se situe une résidence hôtelière.
La plage se situe entre la plage de Pont Café et la plage du bourg de Sainte-Luce, accessibles à pied.